# Literatura del Caribe
Se denomina «literatura caribeña» a las literaturas producidas dentro de esta región geográfica. Hablar de literatura caribeña abre un conflicto por la complejidad cultural que representa la región del Caribe, que incluye las islas Antillas y algunas regiones continentales de México, Belice, Guatemala, Honduras, Nicaragua, Costa Rica, Panamá, Colombia, Venezuela, Guyana, Surinam, y Guyana francesa. Algunas veces se ha reducido al Caribe a las islas, aunque geográfica, marítima y culturalmente, pertenecen a dicha región las partes continentales mencionadas. También se han tratado de incluir algunas regiones que, aunque ya no se encuentran geográficamente en el mar Caribe, mantienen relaciones culturales y económicas fuertemente ligadas a esta región, por ejemplo, el estado de Veracruz, en el Golfo de México, o las islas Canarias. No obstante, numerosos académicos, intelectuales y grupos sociales creen ver una identidad común que configura a los cuatro grandes bloques lingüísticos que han generado una literatura: Caribe hispano, Caribe francófono, Caribe anglófono, Caribe Neerlandés.

## La pluralidad lingüística en las literaturas del Caribe
La composición lingüística del Caribe es sumamente compleja, ya que en él no se hablan solamente las lenguas europeas arraigadas durante la colonia, sino una multiplicidad de lenguas criollas que se fueron desarrollando a lo largo de la colonia como fruto de una profunda “hibridación”, tales como el créole o criollo haitiano en el Caribe francófono; el dialect o nation language -como le denomina Kamau Brathwaite- en el Caribe anglófono; o el Sranan Tongo y el papiamento en el Caribe neerlandés, por citar algunos ejemplos. Esta complejidad ha llevado al surgimiento de una literatura multilingüe en países tan pequeños como Curazao, o al bilingüismo en algunas zonas de Puerto Rico, o de diglosia en países como Haití, donde hay críticos que consideran la existencia de dos literaturas diferentes, una en créole y otra en francés. En el Caribe hispano, vale la pena mencionar el caso de la literatura wayuu del Caribe colombiano y venezolano, donde algunos poetas que generalmente escriben sus obras en español utilizan la alternancia de esta lengua y la wayuu como recurso poético que expresa visiones del mundo distintas. Ante esta gama de posibilidades, los creadores han seleccionado diversas formas de expresión literaria: escritores como Derek Walcott o Jacques Stephen Alexis utilizan principalmente lenguas de origen europeo; otros, como Claude McKay o Félix Morisseau-Leroy  escribieron tanto en las lenguas criollas como en las metropolitanas; algunos, como Emile Roumer o Louise Bennet asumen principalmente el créole, o aquellos que como Joseph Sickman Corsen -considerado el padre e la literatura en papiamento-, Pierre Lauffer o Elis Juliana adoptan el bilingüismo y escriben tanto en papiamento como en holandés o incluso en español.
En la primera mitad del siglo XX la posibilidad de escribir en diferentes lenguas habladas en la región fue explorada por diversos autores. En un afán por asumir las raíces más populares de su cultura, con una orientación que no difiere básicamente de las tendencias predominantes en el resto de la literatura latinoamericana de entonces, los escritores caribeños trataron de incorporar a su escritura el habla coloquial de su nación. Hubo quienes consideraron que el único modo de afirmar una identidad nacional y mantener una postura descolonizadora era utilizando las lenguas de los subalternos.
A esta marginalidad lingüística debe agregarse que las principales vías de difusión de la literatura del área se realizan, durante todo el siglo XIX y gran parte del XX, a través de casas editoras europeas, interesadas en mantener determinadas normas lingüísticas.

## Identidad caribeña y sus literaturas
Entre los rasgos históricos y socioculturales que unen a la mayoría de las islas y regiones continentales del Caribe están la esclavitud, la negritud –concepto desarrollado por Aimé Césaire–,  el colonialismo, el imperialismo, el sistema de plantaciones y su estado de dependencia y subdesarrollo económico e institucional frente a la metrópolis, la piratería, las migraciones, los exilios y las revoluciones. 

La mayoría de los críticos parten de algunos de elementos históricos y sociales que se ven reflejados en la realidad actual del Caribe para entender una identidad aún dentro de las mismas contradicciones y pluralidades de esta región, una identidad de carácter unitario y al mismo tiempo diverso. Así, por ejemplo, la identidad caribeña está también en:
“La pluralidad lingüística; la convergencia de diferentes etnias y el consiguiente y variadísimo proceso de transculturación; el desfase cronológico en la evolución literaria de las distintas áreas culturales del Caribe, y, por éste y otros factores, la no sincronía del discurso literario caribeño; el hecho de la muy escalonada obtención de la independencia política, que se vincula, además, a importantes diferencias en las interrelaciones metrópoli y colonia o ex-colonia”.
En esta misma dirección, Sidney Mintz menciona algunos procesos históricos que ayudarían a demostrar la existencia de una identidad común caribeña: una ecología insular subtropical; una rápida extirpación de poblaciones indígenas; la definición de las islas como una esfera de capitalismo agrícola europeo dominado por el sistema de plantación; el desarrollo concomitante de estructuras sociales marcadas por la dominación externa, diferenciación bien definida en el acceso al poder político y la riqueza de la tierra; el juego continuo entre la plantación y propiedades agrícolas pequeñas que determina divisiones socioculturales; las sucesivas olas migratorias extranjeras; la ausencia de una ideología de identidad nacional; y la persistencia del colonialismo.
Por otro lado, también se ha dicho que el Caribe como unidad es sólo un imaginario y una elaboración ideológica de algunos grupos. Incluso, varios críticos, ensayistas y escritores, como Jorge Mañach, José Antonio Portuondo, Jacques Stephen Alexis, entre otros, se cuestionaron sobre si existía una literatura del Caribe o simplemente una literatura escrita en el Caribe.
Arcadio Díaz Quiñones precisa que hay que analizar esta literatura como producto de sociedades caribeñas atravesadas por lazos en común como largas experiencias coloniales, modernidades contradictorias generadas por la coexistencia de la esclavitud y el capitalismo, sucesivas y masivas emigraciones a las metrópolis europeas y norteamericanas, entre otros aspectos. Marc Zimmerman arguye que una teoría de la literatura del Caribe se fundamentaría en la creolización y la totalidad, las cuales permitirían establecer grados de énfasis caribeños y extracaribeños que ayuden a comprender hasta dónde puede haber o no adherencia a patrones definitorios de dicha literatura y hasta dónde existe, por el contrario, adherencia a patrones internacionales o nacionales que no están en conformidad con la concepción caribeña totalizante.
Durante el siglo XX, las literaturas del Caribe han sido revalorizadas desde el ámbito intelectual e institucional, manteniendo una fuerte relación con los Estados nacionales que colonizaron este espacio sociocultural. Tal interés se ve reflejado de algún modo en la cantidad de premios que se otorgan a escritores de esta región, particularmente en el Caribe no hispano: Derek Walcott, de Santa Lucía, Premio Nobel de Literatura; Rafael Confiant, de Martinica, Prix Décembre, entonces llamados Prix Novembre, de la prensa de París; Patrick Chamoiseau, también de Martinica, Premio Goncourt y Premio Príncipe Claus; o los Prix littéraire des Caraïbes o el de más reciente creación OCM Bocas Prize for Caribbean Literature.
Si bien el primer contacto cultural entre Europa y América se produjo precisamente en el Caribe en 1492, no fue sino hasta el siglo XX que los grupos hegemónicos y las corrientes culturales provenientes de Europa reconocieron en el Caribe un valor literario. Es a partir de entonces cuando surgen los estudios de las literaturas caribeñas, en los que comúnmente se plantea que aunque anteriormente hubo grandes figuras, éstas fueron enmarcadas durante los siglos de la colonia en el ámbito de los imperios a los que pertenecían, de modo que no había como tal una producción literaria netamente caribeña.
Sin embargo, en esta diversidad de textos escritos en distintas lenguas puede apreciarse un mismo afán: el de reivindicar la imagen del hombre negro y sus tradiciones como parte integral de un Caribe que no puede llegar a realizarse cabalmente sin asumir esa importante herencia, aunque algunas de las preocupaciones estrictamente raciales tienden a diluirse en líneas de pensamiento más generales que, como la antillanidad, un concepto largamente elaborado por Édouard Glissant, la insularidad, que tiene una larga tradición regional -recuérdese, por ejemplo, el diálogo de José Lezama Lima y Juan Ramón Jiménez-, la creolidad o la caribeñidad, tienden a afianzar una apertura en la sensibilidad de la región.
Las características más destacadas por los investigadores en la literatura del Caribe hispánico, anglófono y francófono son, según sintetiza Gabriel Ferrer:
1) El problema de la identidad
2) El autodescubrimiento y reconocimiento de la propia esencia
3) La otredad
4) La indagación de la historia
5) La africanidad y el imaginario cimarrón
6) El desarraigo y el exilio
7) El viaje
8) Lo mítico, lo mágico y lo maravilloso
9) La pluralidad lingüística
10) La oralidad y el habla coloquial
11) La carnavalización, lo grotesco y lo desmesurado
12) El humor, la sátira y la ironía
13) La música
14) La nostalgia y la memoria

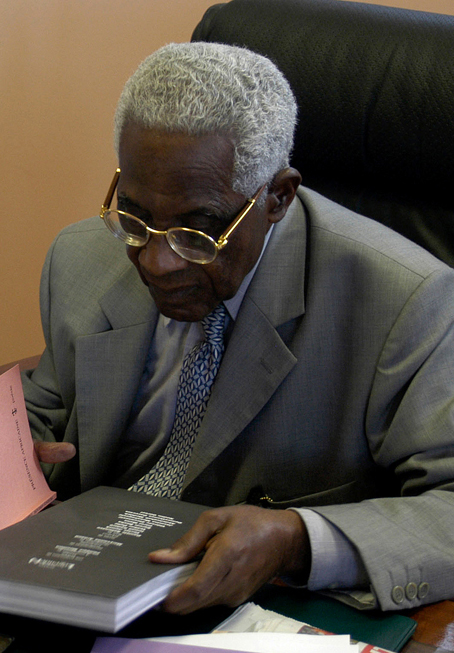
Una fecha clave en la historia de la literatura del Caribe es 1939, cuando Aimé Cesaire escribe en París su poema en prosa Cuaderno de un retorno al país natal.

Estas temáticas -en su doble vertiente, estética e ideológica- mantienen, según afirma Ferrer, su vigencia desde la colonia hasta la modernidad en tanto no han desaparecido las condiciones económico-sociales que la originan. Algunos teóricos hablan en este aspecto de poscolonialismo.

"Y ahora que estamos de pie, mi país y yo, con los cabellos al viento y mi pequeña mano ahora en su puño enorme y la fuerza no está en nosotros sino por encima de nosotros, en una voz que barrena a la noche y a la audiencia como la penetración de una avispa apocalíptica. Y la voz dice que Europa durante siglos nos ha cebado de mentiras e hinchado de pestilencias, porque no es verdad que la obra del hombre haya terminado que no tengamos nada que hacer en el mundo que seamos unos parásitos en el mundo que basta que nos pongamos al paso del mundo pero la obra del hombre ha empezado ahora y falta al hombre conquistar toda prohibición inmovilizada en los rincones de su fervor y ninguna raza tiene el monopolio de la belleza, de la inteligencia, de la fuerza y hay sitio para todos en la cita de la conquista y ahora sabemos que el sol gira alrededor de nuestra tierra iluminando la parcela que ha fijado nuestra sola voluntad y que toda estrella que cae del cielo a la tierra a nuestra voz de mando sin límite."
Aimé Césaire

## Literatura en el Caribe Hispanohablante
Se considera como el centro del Caribe Hispano a las Antillas Mayores de habla hispana: Cuba, República Dominicana y Puerto Rico. Las tres fueron dominadas por el imperio español hasta 1898, cuando, como desenlace de la guerra hispanoamericana, España le cede a los Estados Unidos las islas de Cuba y Puerto Rico. Históricamente el mar Caribe fue ruta obligada hacia las diferentes partes del Nuevo Mundo, particularmente las islas poseídas por la Corona española, pues constituía uno de los grandes puntos de distribución hacia el resto del territorio español en la América colonial. Este es uno de los grandes motivos por el cual el Caribe, con toda su realidad circundante, siempre ha encontrado eco en la literatura de las tres islas. Novelas como El siglo de las luces (1962), y El reino de este mundo (1949), de Alejo Carpentier, así como Contrabando (1936), de Enrique Serpa; cuentos como los que conforman los libros La muchacha de la Guaira (1952), del dominicano Juan Bosch, Paso de los vientos, del cubano Antonio Benítez Rojo y Encancaranublado y otros cuentos de naufragio (1982), de la puertorriqueña Ana Lydia Vega. En poesía, Julia de Burgos escribe  el poemario Yo misma fui mi ruta habla de la liberación de las mujeres. Yo-Yo Boing! (1998) de Giannina Braschi plantea un bilingüismo e identidad nomádica en el Caribe. Las obras de Luis Palés Matos (incluyendo "Pueblo negro" y "Tuntún de Pasa y Grifería") y de Angelamaria Davila hablan de la cultura y de la sensibilidad afro-antillana de Cuba  y de Puerto Rico. Los poemas como “Mare nostrum” y “Canción de las Antillas”, del puertorriqueño Luis Lloréns Torres, y “Hay un país en el mundo”, del dominicano Pedro Mir, ponen de manifiesto la presencia física del Caribe en la literatura de las islas.

### Del periodo colonial alsigloXIX
Durante el periodo colonial, el tipo de textos que comenzaron a surgir en el Caribe fueron los mismos que en el resto de América Hispánica: diarios de navegación, crónicas, cartas, descripciones, relaciones, reportes, textos botánicos, medicinales, escritos por navegantes y colonizadores de origen europeo que comenzaron a representar al Caribe; entre éstos destacan los textos de Gonzalo Fernández de Oviedo, quien llegó a ser alcalde del fuerte de Santo Domingo en 1533, así como los de Juan Ponce de León, conquistador de Puerto Rico y descubridor de Florida, los de Juan López de Melgarejo, quien llegó a ser gobernador de Puerto Rico y publicó su Memoria en 1582, o los de Juan Méndez Nieto, quien, además de escribir poesía, es autor de los Discursos medicinales (1607), donde describe diferentes aspectos de la vida cotidiana en Santo Domingo e incluye algunas obras de poetas de La Española.
Existen asimismo textos poéticos que narran las conquistas de las islas del Caribe. Entre los más significativos están las Elegías de varones ilustres de Indias (1589) de Juan de Castellanos, la Silva de poesía de Eugenio de Salazar, donde se hace referencia a varios poetas de Santo Domingo y México. Dichos textos reproducían la estilística dominante en el mundo europeo en ese entonces: el verso italiano endecasílabo y la retórica petrarquista.
Ya durante el siglo XVII, el tema del descubrimiento empezó a ser relevado por el nuevo gran tema social que acontecía en el Caribe: la piratería, relacionada con los conflictos de intereses comerciales entre piratas, corsarios y filibusteros ingleses, franceses y holandeses, que comúnmente atacaban puertos del territorio aún bajo la corona española. Entre los primeros textos que tratan estos temas está Espejo de paciencia (1608) de Silvestre de Balboa, que seguía una estructura en cantos de octavas reales, al estilo de Alonso de Ercilla en La Araucana.
En el siglo XVIII, ocurrieron dos importantes sucesos para la región: la Guerra de Independencia de las Trece Colonias en la segunda mitad del siglo, que abrió nuevas relaciones de mercado en el Caribe, y la abolición de la esclavitud, aunque inestable, en Santo Domingo en 1793. Durante este siglo, Puerto Rico experimentó un auge comercial, beneficiado por las reformas borbónicas, cambios en la tenencia de la tierra, y la inserción de grandes cultivos de café. Todo ello propició un periodo de relativa prosperidad, crecimiento de población y la creación de nuevos centros urbanos en la isla. Por otro lado, en Cuba se dio la rebelión de los vegueros en 1717 contra los terratenientes de la industria tabacalera, la ocupación de La Habana por los ingleses en 1762, y un incremento de la industria azucarera que causó un aumento en el comercio de esclavos y un empoderamiento político de la burguesía de dicha industria. En este mismo siglo hubo un crecimiento cultural-intelectual en Cuba: se introdujo la imprenta, se fundó la universidad por decreto real en 1728, se inauguró en primer teatro en 1776 y apareció el primer periódico, la Gaceta de la Habana, en 1764. Más adelante, en 1790, se creó el Papel Periódico de La Habana, donde se empezaron a publicar piezas literarias.
A pesar de los conflictos y el desarrollo industrial del Caribe en esta época, el interés de los intelectuales de las tres islas se concentró en recapitular el pasado y examinar la historia y peculiaridades de cada isla, retomando los textos de la conquista y el inicio de las colonias, pero integrando las nuevas ideas de pensadores contemporáneos como Feijoo, Montesquieu, y Raynal, de entre las cuales quedó muy marcada en el Caribe la idea del determinismo geográfico. Surgieron así textos de importante valor historiográfico como Llave del Nuevo Mundo de José Martín Félix de Arrate, obra que fue escrita en 1761 pero publicada solo en el siglo siguiente, en 1830-1831; Idea del valor de la Isla Española y utilidades que de ella puede sacar su monarquía (1785), de Antonio Sánchez Valverde; o la Historia geográfica, civil y política de la Isla de San Juan Bautista de Puerto Rico de Íñigo Abbad y Lasierra.
También en este periodo, igual que en el resto de América Latina, el teatro tuvo mucha actividad, siempre ligado a las celebraciones seculares o al ámbito religioso en general. Entre los textos teatrales coloniales más notables del Caribe hispánico está El príncipe jardinero y fingido Cloridano de Santiago Pita, impreso en Sevilla entre 1730 y 1733, y puesto en escena en La Habana en 1791.
Entre los textos poéticos del siglo XVIII, resalta uno de autor anónimo titulado «Lamento de la isla Española de Santo Domingo», que revela la triste situación en que se encontraba esta colonia, y la oda «A la piña», del cubano Manuel de Zequeira.
Todos estos textos ayudaron a crear un imaginario del Caribe como un espacio dicotómico de belleza y horror, al mismo tiempo que dieron inicio al proceso de gestación de las culturas híbridas y sus representaciones en la literatura del Caribe. Las idealizaciones del Nuevo Mundo, sus habitantes, sus geografías y su naturaleza, además del debate sobre la racionalidad de los indígenas que se dio en toda América Latina y que en el Caribe inició en La Española, constituyen aspectos fundamentales del discurso del Caribe colonial.

### Del Romanticismo al Modernismo y Naturalismo
En la primera mitad del siglo XIX las islas del Caribe hispánico fueron partícipes de las primeras insurrecciones contra España. República Dominicana tuvo un periodo de inestabilidad muy fuerte debido a la disputa entre España y Francia (que ya había obtenido en la misma isla lo que ahora es Haití en 1795) por el control territorial, de modo que España se vio obligada a dejar la isla, reuniendo a sus simpatizantes es sus dos islas restantes: Cuba y Puerto Rico. Hasta la segunda mitad de este siglo, se logró la abolición de la esclavitud, primero en Puerto Rico en 1873, y años más tarde, en 1886, en Cuba. El siglo XIX terminaría con la toma de control de Estados Unidos sobre el Caribe: para 1898 Cuba y Puerto Rico serían protectorado y posesión noteamericanas, respectivamente, como resultado del Tratado de París, que dio fin a la guerra hispanoamericana. Durante este siglo, permeado de conflictos, el ámbito literario continuó las corrientes literarias traídas del Nuevo Mundo, siempre con aportaciones que reflejaban ampliamente a la sociedad caribeña.

#### Narrativa en Cuba
Durante este periodo, numerosos escritores se vieron obligados a salir al exilio y publicar sus trabajos fuera del Caribe. Tal es el caso de José Martí, quien nunca publicó un libro en Cuba durante su vida, pero que, sin embargo, es uno de los escritores más reconocidos no sólo en Caribe, sino en toda América Latina. La creación literaria en Cuba, como en el resto de Latinoamérica, estuvo íntimamente ligada a la forma de cuadro o artículo de costumbres, publicados sobre todo en el auge de periódicos que surgieron en la época. Uno de los más relevantes fue el ya mencionado Papel Periódico de la Habana (más tarde conocido como Diario de la Habana).
El cuadro de costumbres tiene dos diferentes vertientes: una resultado de la vertiente reformista y crítica del desarrollo del siglo XVIII europeo, de intención pedagógica y moralizante. La otra variante es resultado de una visión romántica que trata de representar una esencia autóctona y tradicional de la sociedad. En Cuba, ambas formas tuvieron una intensidad paralela, nutriendo en conjunto los inicios del desarrollo de un proyecto de nación: la visión crítica del cuadro sirvió para enfatizar las inequidades e incongruencias generadas por la colonia, mientras que su versión más folclórica sirvió como vehículo para la formulación de un concepto de nacionalidad que, al mismo tiempo, pudiera incidir en una agenda separatista o de autonomía. Bajo esta idea, se publicaron libros como: El paseo pintoresco por la isla de Cuba (1844), Los cubanos pintados por sí mismos (1852), Tipos y costumbres de la Isla de Cuba (1881), que contenían textos de varios autores; o los numerosos artículos periodísticos que en la época también tuvieron un gran auge, como los de José María Cárdenas, José Victoriano Betancourt o los de Luis Victoriano Betancourt, siendo los de este último autor algunos de los más críticos.
Las divergencias y coincidencias entre estas formas confluyeron en un importante grupo de artistas e intelectuales reunidos en torno a la figura de Domingo del Monte, un escritor dominicano exiliado en Cuba y profundamente arraigado intelectualmente en el mundo clásico y de tradición cultural española, pero que percibía la esclavitud como un sistema anacrónico e inhumano que impedía el avance de la isla y su participación en el mundo moderno. De este modo, los románticos encontraron en la esclavitud un tópico que les permitió tratar en la literatura sus ideales sociales; uno de los mejores ejemplos de esta visión se encuentra en Sab (1841) de Gertrudis Gómez de Avellaneda.
Entre otras novelas de escritores importantes cercanos al grupo de Domingo del Monte están: Francisco (1880) de Anselmo Suárez y Romero, Autobiografía de un esclavo (1839) de Juan Francisco Manzano, o Cecilia Valdés (1882) de Cirilo Villaverde. Los textos mencionados de Romero y Manzano fueron escritos para ser incluidos en una colección entregada a Richard Madden, un oficial británico que preparaba entonces un tratado contra la esclavitud.
Una de las manifestaciones narrativas más comunes en la Cuba de ese periodo, y generalmente asociada a la producción de la literatura romántica, es la novela histórica. Este género fue cultivado por notables escritores, tomando y mezclando algunas veces formas como la de leyenda o cuento. Así, por ejemplo, Guatimozín (1846) de Avellaneda ocurre durante la conquista de México, mientras que La ondina del lago azul, de la misma escritora, reúne varias leyendas.
Por otro lado, surgió en la poesía una corriente que se extendió a la novela: el siboneísmo, cuyo gran exponente fue José Fornaris. Este movimiento idealizó y enalteció la figura del arahuaco. Dicha idealización aparece también en novelas como Matanzas y el Yumurí (1837), de Ramón de Palma.
La segunda mitad del siglo XIX estuvo marcada por un proceso de transformación social independentista, del que surge la llamada guerra de los Diez Años en 1868, y que fue el primer intento fuerte de Cuba por independizarse de España. A esta guerra le sucedieron otros conflictos que finalmente desembocaron en la intervención de Estados Unidos.

¡10 de Octubre!

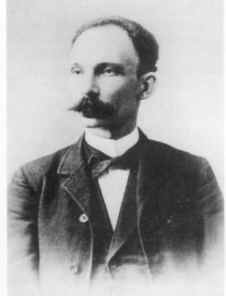

No es un sueño, es verdad: grito de guerra
Lanza el cubano pueblo, enfurecido;
El pueblo que tres siglos ha sufrido
Cuanto de negro la opresión encierra.
Del ancho Cauto a la Escambraica sierra,
Ruge el cañón, y al bélico estampido,
El bárbaro opresor, estremecido,
Gime, solloza, y tímido se aterra.
De su fuerza y heroica valentía
Tumbas los campos son, y su grandeza
Degrada y mancha horrible cobardía.
Gracias a Dios que ¡al fin con entereza
Rompe Cuba el dogal que la oprimía

Y altiva y libre yergue su cabeza!
José Martí

Tras estos acontecimientos bélicos, la literatura que se generó fue de corte satírico y de denuncia, sin abandonar por completo el estilo del cuadro costumbrista. Así se generaron novelas como Mi tío el empleado (1887), de Ramón Meza. Durante este tiempo, se publicaron fuera de Cuba novelas como Amistad funesta de José Martí, publicada en Nueva York en 1885 y considerada un importante antecedente de la prosa modernista; o El negro Francisco de Antonio Zambrana, publicada en Chile en 1873.
El naturalismo, asentado en España, también tuvo ecos en la narrativa cubana; muestra de ello son Sofía o la Familia Unzúazu de Martín Morua Delgado, En el cafetal de Domingo Malpica la Barca, o El separatista de Eduardo López Bago. El naturalismo en Cuba se mantuvo hasta entrado el siglo XX, de ello nos da testimonio Juan Criollo de Carlos Loveira, publicada en 1928.

#### Narrativa en Puerto Rico
La primera imprenta llegó a Puerto Rico hasta 1806. Uno de los primeros diarios, La Gaceta de Puerto Rico, inició como diario oficial, abriendo camino para publicaciones similares que aparentemente no tuvieron mucho impacto en la sociedad en general. Es hasta casi la mitad del siglo XIX que se logran hacer colecciones de poemas y prosas cortas que logran transcender. Entre ellas tenemos el Aguinaldo puertorriqueño (1843), El cancionero de Borinquen (1846), y textos que generalmente se reconocen como los inicios de la ficción, como El gíbaro (1882) de Manuel Alonso Pacheco, enmarcado en el cuadro de costumbres, con una estructura en escenas, al estilo de la prosa española. Generalmente el cuadro costumbrista en el Caribe se concentró en retratar el ambiente rural, excepto en el caso de Cuba, que encontró un eco en la incipiente sociedad citadina. De tal manera que el retrato de la sociedad rural será folclorizada en la literatura de Puerto Rico durante todo el siglo XIX y gran parte del XX. Así por ejemplo se encuentran Costumbres y tradiciones (1883) o Cuentos y narraciones (1926), ambos escritos por el peninsular, radicado en la isla, Manuel Fernández Juncos.
Sin duda, el escritor más reconocido de este periodo es Alejandro Tapia y Rivera, quien cultivó la poesía, el drama histórico y la novela alegórica, con tintes tanto costumbristas como románticos. Algunos de sus textos, de entre una amplia gama, se encuentran La palma del cacique (1852); Cofresí, donde aborda la vida de un pirata puertorriqueño; La leyenda de los veinte años (1874); o Póstumo el transmigrado, considerada por algunos estudiosos su mejor novela. Su libro Mis memorias, publicado hasta 1928, son un gran testimonio de la vida intelectual de Puerto Rico durante la segunda mitad del siglo XIX.
También es de gran importancia la obra de Eugenio María de Hostos, quien además dedicó gran parte de su vida y obra a la lucha por la independencia de Puerto Rico, la integración del Caribe y la unidad de América Latina. Algunas de sus obras fueron de gran controversia, por ejemplo, La peregrinación de Bayoán (1863), donde alegóricamente trata la relación entre España y sus colonias en el Caribe, contribuyendo a la visión romántica de los indígenas, impresa por primera vez en Madrid, fue confiscada por las autoridades españolas.
Por otro lado, muchas de la novelas escritas entre 1885 y 1930 en Puerto Rico, tuvieron al menos un tinte naturalista, como La Pecadora. Estudio del natural o Inocencia de Salvador Brau y Francisco del Valle, respectivamente, resultando en visiones sumamente críticas de la realidad. Entre 1882 y 1885, el diario puertorriqueño El Buscapié, fundado en 1877, publicó varias reseñas sobre algunos trabajos de Émile Zola, el padre del naturalismo francés, seña de la fuerte influencia que tuvo en Puerto Rico esta corriente. Uno de los autores más representativos del naturalismo en la isla es Manuel Zeno Gandía, autor de La charca (1894) y de Garduña (1896), donde trata los problemas en los ingenios azucareros y en las plantaciones de café. También es importante el trabajo de Matías González García, quien dedicó varias novelas a la descripción de la vida de los trabajadores en el ambiente rural; algunas de sus obras son Cosas (1893), Ernesto (1895), Carmela (1903), Gestación (1905).
La creación de novelas naturalistas se extendió tanto -particularmente en Puerto Rico- hacia el siglo XX que se habla de un desfase en la entrada del modernismo en el Caribe, con respecto a América Latina.

#### Narrativa en República Dominicana
La primera mitad del siglo XIX dominicano fue un periodo de convulsiones en el que Francia y España se mantuvieron en conflicto durante varios años por la posesión de la isla de La Española, en la que se encuentran República Dominicana y Haití. Uno de los eventos importantes fue el exilio de la clase que más o menos había iniciado una tradición cultural en la parte española de la isla hacia las otras posesiones de España. Así, por ejemplo, la familia de Domingo del Monte y del poeta José María de Heredia tuvieron que exiliarse en Cuba.
En 1809 España recuperó la parte este de Santo Domingo. Durante este periodo, la Universidad de Santo Tomás fue reabierta (1815) y apareció el primer periódico en 1821. En ese mismo año, la parte española de la isla declaró su independencia; sin embargo, al año siguiente las fuerzas haitianas la invadieron y la ocuparon hasta 1844, año en que se declaró la segunda independencia, de modo que durante esos veinte años continuaron las olas migratorias hacia Cuba y Puerto Rico, principalmente, y tanto la Universidad como el mencionado periódico cesaron su producción intelectual. En 1861, España retomó el control hasta 1865. Así pues, la producción intelectual se vio mermada por la inconsistencia política y el exilio permanente que vivió la isla. Muchos de las obras de este tiempo trataron los mismos temas que en Cuba y Puerto Rico, con el plus del exilio. Algunas novelas de esta época son La ciguapa (1868), La fantasma de Higüey (1869) de Francisco Javier Angulo Guridi, pero la primera escrita por un dominica salió de la pluma de su hermano menor Alejandro (a él pertenecen La joven Carmela, Cecilia y Los amores de los indios), así como el primer cuento («El garito»). Sin lugar a dudas, un importante trabajo de este periodo es el de Manuel de Jesús Galván en Enriquillo (1882), que narra las dificultades que viven dos jóvenes amantes, Enriquillo, un indio que inicia una rebelión, y Mencía, hija de un conquistador y una indígena.  Este trabajo, como el de la mayoría de los países latinoamericanos, expresa la necesidad de la construcción de una identidad nacional cuyas bases están en el pasado indígena, sin embargo, se logra percibir una exclusión de la presencia negra en la vida cultural y étnica, probablemente debido a la relación que se guardaba con la parte más representativa de la negritud en la isla, Haití. En ese sentido, se tiene una concepción de esencia más bien mestiza como oposición a la esencia mulata.
Al igual que en el resto del mundo hispanohablante, la novela costumbrista tomó relevancia. Bajo esta perspectiva está Engracia y Antoñita (1892) de Francisco Gregorio Billini, uno de los mayores exponentes de la prosa costumbrista dominicana. Ya iniciado el siglo XX, se publica Estela, de Miguel Billini, que representa uno de los trabajos más rigurosos del romanticismo latinoamericano. Lo que es más relevante en estos dos trabajos es que fueron producidos en un tiempo en el que el naturalismo y sus polémicas circundantes se encontraban en su punto más álgido en las otras dos islas del Caribe hispano. Al parecer, la novela de esta isla pasó de un romanticismo y un costumbrismo extendido a una narrativa más de corte indigenista, propia de los años veinte y treinta del siglo XX, sin detenerse en el desarrollo del naturalismo.

#### Poesía del Caribe hispano
Uno de los más notables trabajos poéticos de todos el siglo XIX, que trascendió los límites del Caribe para representar a toda Latinoamérica, es el de José Martí. Su trabajo puso relevancia sobre aspectos como la política hegemónica, el colonialismo, la identidad cultural, la autenticidad literaria y su relación con la sociedad, en un momento en el que la corona española aún dominaba Cuba y Puerto Rico.

“Y es que en América está ya en flor la gente nueva, que pide peso a la prosa y condición al verso, y quiere trabajo y realidad en la política y en la literatura.”
José Martí, "Crónica de Julián del Casal", Diario Patria, Nueva York, 1893.

A la par de Martí, tuvieron lugar otros poetas de posturas antihegemónicas; por ejemplo, en Puerto Rico poetas como María Bibiana Benítez y Juan Rodríguez Calderón en “Canto en justo elogio de la isla de Puerto Rico”, o Manuel A. Alonso y Pacheco, quien en su volumen que reúne prosa y verso, El Jíbaro, canta a la libertad frente al dominio europeo, aunque en sus “Seguidillas”, donde compara Madrid con Puerto Rico, reconoce las bondades y salvedades de ambos lugares. Los códigos más consistentes de una independencia política aparecerán hasta los trabajos de Salvador Brau y Asencio, Ramírez Arellano y José de Diego.
Los poetas de esta época siguieron corrientes europeas como el neoclasicismo, el romanticismo y el parnasianismo, buscando en ellas nuevas formas de expresión y nuevos códigos que dieran apertura hacia una identidad propia. Así, por ejemplo, tenemos versos como los de José María Monge que incluyen un estilo neoclásico horaciano, pero también romántico o parnasiano con un toque de elementos nativos, como la flora y fauna, pero también elementos que remiten a un desarrollo positivista y cientificista.
También se trató en la poesía, con un corte romántico, aunque no con mucha amplitud, el tema de la negritud, por ejemplo, en los textos del cubano Bartolomé José Crespo. Así mismo, se tiene noticia de poesías líricas hechas por poetas anónimos, comúnmente cantadas en rituales y acompañadas de percusiones, que tratan este tema. Sin embargo, el tema predilecto en la literatura pareció girar más en torno a la relación con España como colonias.
De las tres islas del Caribe hispanohablante, la que mayor producción poética tuvo fue Cuba, desde principios del siglo, con poemas como los de Gertrudis Gómez de Avellaneda o José María Heredia, hasta finales de siglo, con el reconocido José Martí o con Julián del Casal. Incluso, dada la inestabilidad política de las otras dos islas, muchas producciones poéticas de Puerto Rico o de República Dominicana, fueron creadas en el exilio en Cuba. Así, por ejemplo, los poetas dominicanos Francisco Muñoz del Monte y Francisco Javier Angulo Guridi vivieron la mayor parte de sus vidas en Cuba, interactuando con los círculos poéticos de esta isla, o Félix María del Monte Archivado el 9 de febrero de 2017 en Wayback Machine., comúnmente llamado el poeta de la poesía dominicana, quien se vio obligado a exiliarse en Puerto Rico.
Algunas de las evocaciones bucólicas relacionadas con el costumbrismo y, sobre todo, al indigenismo en Cuba y que tuvieron mayor auge a principios del siglo, están representadas bajo la corriente del siboneísmo, con poetas como José Fornaris, gran precursor de esta corriente, José Joaquín Lauces, Ignacio Valdés Machuca o José Jacinto Milanés, por mencionar algunos. Paralelo a esto, Nicolás Ureña de Mendoza y Félix María del Monte en República Dominicana, así como que Alejandro Tapia y Rivera y Santiago Vidarte en Puerto Rico, introdujeron el costumbrismo en la poesía.
También en Cuba en la segunda mitad del siglo XIX surgieron dos grupos que tomaron su nombre de las antologías que reunían sus mejores trabajos: El laúd del desterrado (1858) y Arpas amigas (1872), ambos grupos participaron de una poética y retórica de corte romántico. Entre los poetas del grupo laúd se encuentran Juan Clemente Zenea, Miguel Teurbe Tolón, José Agustín Quintero, Pedro Santacilia, entre otros. En el grupo de las Arpas amigas se encuentran Enrique José Varona, Francisco y Antonio Sellén, Diego Vicente Tejera, José Varela Zequeira, entre otros.
Hacia finales del siglo surgió una nueva forma de expresión poética, cuya relevancia rebasaría cualquier otra moda imperante de la época en Europa o en el resto de América: el modernismo, cuyo desarrollo en las Antillas, especialmente en Cuba y poco más tarde en Puerto Rico y República Dominicana, se prolongó fuertemente hasta entrado el siglo XX. Algunos de los poetas que lo iniciaron en Puerto Rico son Arístedes Moll y Jesús María Lago, y en Cuba Julián del Casal, Juana Borrero, Carlos Pío Uhrbach, Mercedes Matamoros, Bonifacio Byrne y, desde luego, José Martí.

## Epopeya
Entre las epopeyas en la literatura contemporánea del Caribe se encuentran Omeros (1990) de Derek Walcott (St. Lucia), El imperio de los suenos (1998) y Estados Unidos de Banana de Giannina Braschi (Puerto Rico), Sal de Earl Lovelace (Trinidad), Los llegados: una trilogía del Nuevo Mundo (1973) de Kamau Brathwaite (Barbados), y Segu de Maryse Condé (Guadeloupe).